# Salon des Artistes Français
Salon des artistes français (svenska: "Franska konstnärssalongen", De franska konstnärernas salong) är en konstutställning som hålls årligen i Paris alltsedan 1881. Den efterföljde Franska konstakademins Salon de peinture et de sculpture, arvtagare till Académie royale de peinture et de sculpture. Evenemanget organiseras av Société des artistes français.